# Aart de Geus (Elektroingenieur)

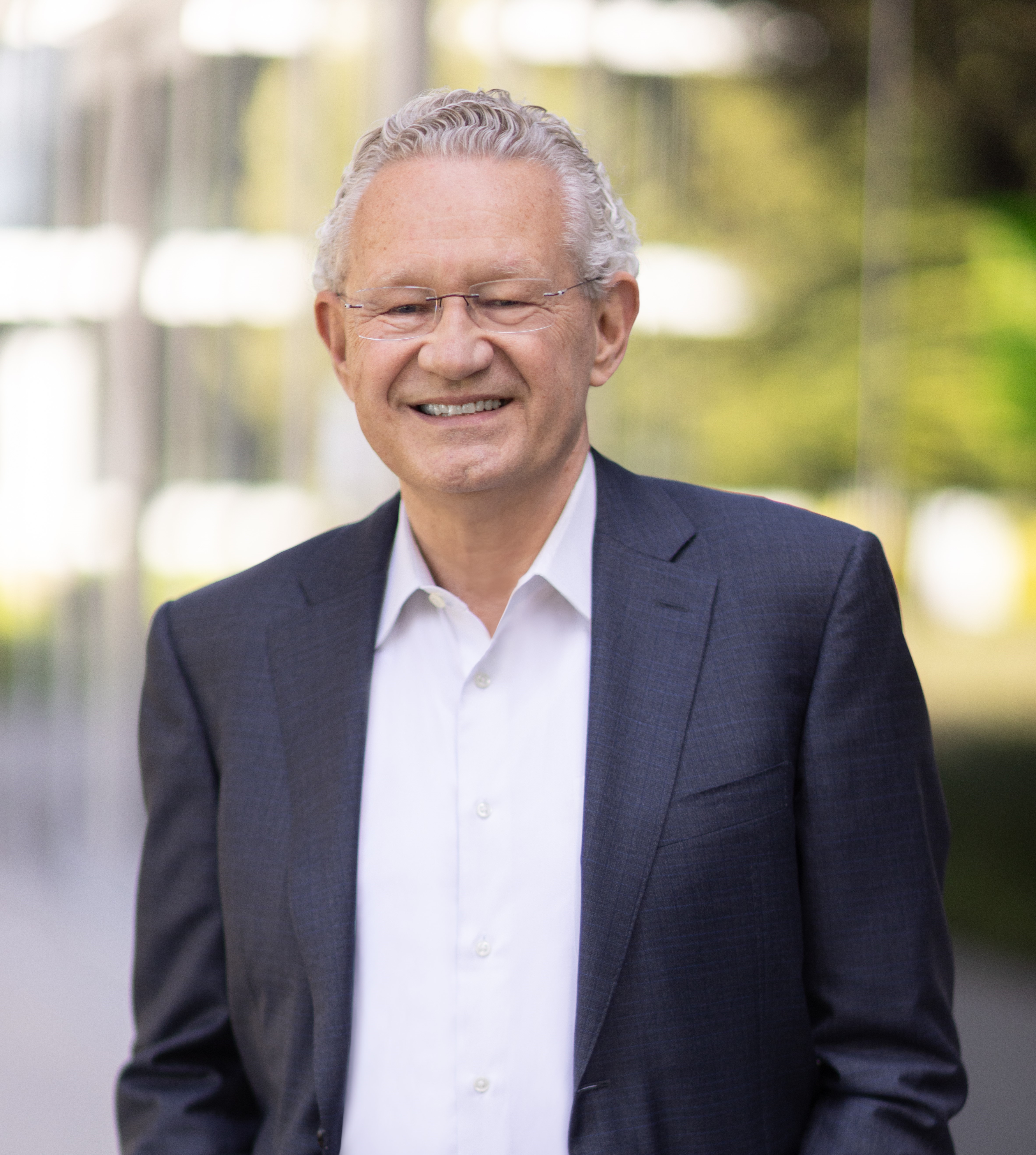
Aart de Geus, 2023

Aart de Geus (* 11. Juni 1954 in Vlaardingen) ist ein niederländischer Elektroingenieur und Manager.
Geus zog mit vier Jahren mit seiner Familie von den Niederlanden in die französischsprachige Schweiz an den Genfer See. Dort und in der deutschsprachigen Schweiz ging er zur Schule. Er erhielt 1978 sein Diplom als Elektroingenieur an der École Polytechnique Fédérale de Lausanne, ging 1979 in die USA und wurde 1985 an der Southern Methodist University bei Ronald A. Rohrer promoviert. Noch als Student entwickelte er bei General Electric (GE) in North Carolina Logiksynthese-Werkzeuge. Als die Firma 1985 aus dem Halbleiter-Geschäft ausstieg, gründete er mit seinem Team bei General Electric als Basis eine eigene Firma, Synopsys Inc. in Mountain View in Kalifornien, die Werkzeuge für Logiksynthese, Schaltkreissimulatoren und Hardware-Beschreibungssprachen herstellen (wie den Design Compiler). Sie erhielt Startkapital von GE und Harris Semiconductor. Er war bis Januar 2024 deren CEO.
2007 erhielt er die Robert N. Noyce Medal, 2008 den Phil Kaufman Award und erhielt den IEEE Circuits and Systems Society Industrial Pioneer Award. 2004 wurde er von Ernst & Young zum Unternehmer des Jahres für Nordkalifornien gewählt. 2011 erhielt er den Packard Award for Civic Entrepreneurship. 2019 wurde de Geus in die US-amerikanische National Academy of Engineering gewählt. Im Jahr 2024 erhielt er den Robert N. Noyce Award der Semiconductor Industry Association.
Er steht auch hinter dem umfangreichen Engagement von Synopsys Lernprojekte und Science Fairs an Schulen in den Naturwissenschaften zu fördern.
Geus spielt Blues-Gitarre als Hobby. 1985 heiratete er die Schweizer Medizinerin Esther John.